# Exoprosopa utahensis
Exoprosopa utahensis är en tvåvingeart som beskrevs av Johnson 1959. Exoprosopa utahensis ingår i släktet Exoprosopa och familjen svävflugor.
Artens utbredningsområde är Utah. Inga underarter finns listade i Catalogue of Life.